# Nikomu to neříkej
Nikomu to neříkej (v originále Ne le dis à personne) je francouzský hraný film z roku 2006, který režíroval Guillaume Canet podle amerického románu Tell No One Harlana Cobena. Snímek měl světovou premiéru dne 30. října 2006.

## Děj
Pediatr Alexandre Beck má dokonalý vztah s Margot. Jednoho večera je napadnou cizí lidé. Alexandre je zraněn, ale podaří se mu uprchnout, zatímco Margot je zabita obzvláště brutálním způsobem.
O osm let později v den výročí tragédie Alexandre dostane anonymní e-mail, s fotografií ženy, která vypadá přesně jako Margot. To v něm vyvolá řadu otázek. Navíc nedaleko místa, kde byli kdysi přepadeni, byla právě objevena dvě těla. Policie navíc získala fotografie Margot s oteklou tváří. Vyšetřování je znovu zahájeno a Alexandre vzbuzuje podezření policie, takže je zatčen. Podaří se mu uprchnout, ale přitáhne hněv gangu zabijáků, stoupenců mocného politika. Naštěstí se na útěku může spolehnout na pomoc Bruna, násilníka, kterého dostal z problémů, a na policejního velitele, který má případ na starosti.

## Obsazení
| François Cluzet          | Alexandre Beck                   |
| André Dussollier         | Jacques Laurentin                |
| Marie-Josée Croze        | Margot Beck                      |
| Kristin Scott Thomas     | Hélène Perkins                   |
| Nathalie Baye            | Élisabeth Feldman                |
| François Berléand        | Éric Levkowitch                  |
| Jean Rochefort           | Gilbert Neuville                 |
| Gilles Lellouche         | Bruno                            |
| Guillaume Canet          | Philippe Neuville                |
| Jalil Lespert            | Yaël Gonzales                    |
| Marina Handsová          | Anne Beck                        |
| Éric Savin               | státní zástupce                  |
| Florence Thomassin       | Charlotte Bertaud                |
| Olivier Marchal          | Bernard Valenti                  |
| Philippe Lefebvre        | Philippe Meynard                 |
| Brigitte Catillon        | kapitánka Barthas                |
| Daniel Znyk              | soudní lékař                     |
| Jean-Pierre Lorit        | zástupce Velle                   |
| Martine Chevallier       | Martine Laurentin                |
| Samir Guesmi             | poručík Saraoui                  |
| Laurent Lafitte          | Bask                             |
| Jean-Noël Brouté         | doktor Dubois                    |
| Pierre-Benoist Varoclier | zdravotník                       |
| Philippe Canet           | François Beck                    |
| François Bredon          | Mouss                            |
| Éric Naggar              | Ferrault                         |
| Marie-Antoinette Canet   | sekertářka pana Ferraulta        |
| Anne Marivin             | Alexova sekretářka               |
| Mika'ela Fisher          | Zak                              |
| Maxim Nucci              | Fred, asistent Charlotte Bertaud |
| Thierry Neuvic           | Marc Bertaud                     |
| Sara Martins             | Brunova přítelkyně               |
| Danièle Ajoret           | Madame Beck                      |
| Ludovic Bergery          | mladý policista                  |
| Alexandra Mercouroff     | matka Lucille                    |
| Christian Carion         | otec Lucille                     |
| Karim Adda               | netrpělivý pacient               |
| Christophe Rossignon     | kriminalista                     |
| Françoise Bertin         | Antoinette Levkowitch            |
| Andrée Damant            | Simone                           |
| Arnaud Henriet           | policejní technik                |
| Eva Saint-Paul           | Madame Neuville                  |

## Ocenění
- César: nejlepší režie (Guillaume Canet), nejlepšího herec (François Cluzet), nejlepší filmová hudba (-M-), nejlepší střih (Hervé de Luze), nominace v kategoriích nejlepší film, nejlepší mužský herecký výkon ve vedlejší roli (André Dussollier), nejlepší adaptace (Guillaume Canet a Philippe Lefèbvre), nejlepší kamera (Christophe Offenstein), nejlepší zvuk (Pierre Gamet, Jean Goudier a Gérard Lamps)
- Étoile d'or du cinéma français: hlavní mužskou roli pro Françoise Cluzeta, nejlepší filmová hudba (-M-), nominace v kategoriích nejlepší režie (Guillaume Canet), nejlepší scénář (Guillaume Canet a Philippe Lefèbvre)
- Ceny Lumières: nejlepší film, Cena publika TV5 Monde), nominace v kategoriích nejlepší herec (François Cluzet), nejlepší režie (Guillaume Canet), nejlepší původní scénář nebo adaptace (Guillaume Canet a Philippe Lefèbvre)
- Křišťálové glóby: nejlepší film (Guillaume Canet), nejlepší herec (François Cluzet)
- Cena Jacquese Deraye za francouzský detektivní film
- Victoires de la musique: nejlepší filmové hudební album (-M-)
- Filmový festival v Croisic: cena Hublot d'Or za nejlepší adaptaci (Guillaume Canet)
- Cena Jacquese Préverta: nominace na nejlepší adaptaci (Guillaume Canet a Philippe Lefèbvre)
- Monacké mezinárodní fórum kinematografie a literatury 2007: nominace na nejlepšího producenta literární adaptace (Alain Attal), nejlepší herečka v literární adaptaci (Marie-Josée Croze)